# Григорій Давид

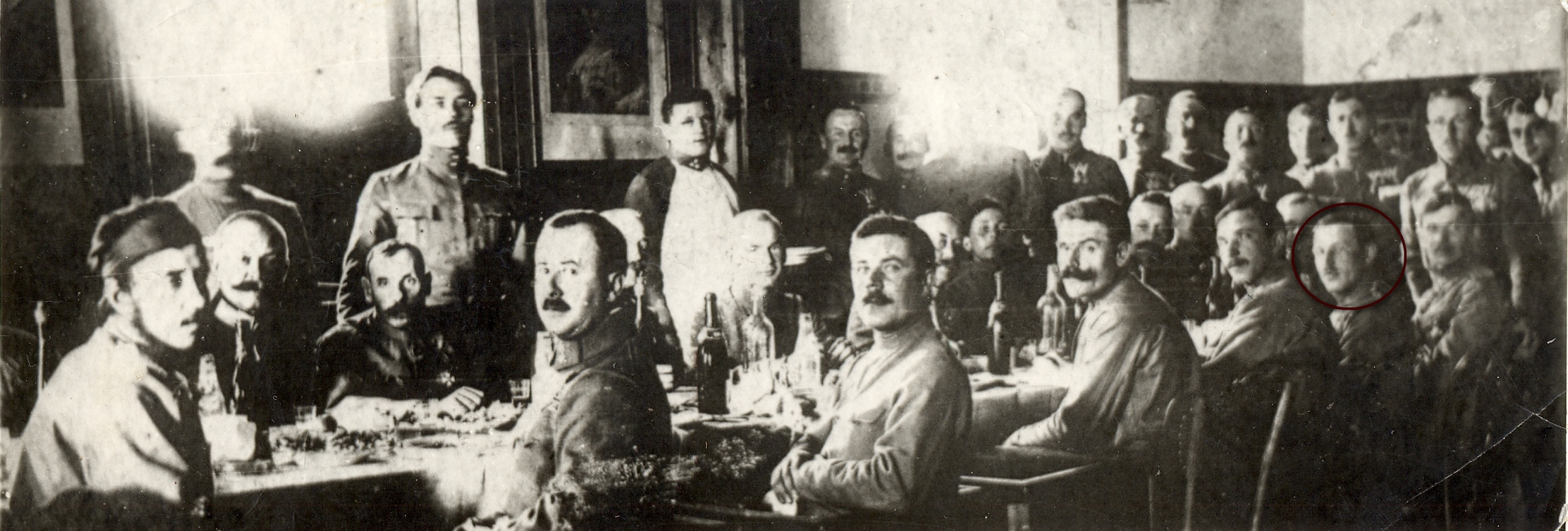
Штаб Української Галицької армії (Григорій Давид)

Григорій Давид (1888, Колодруби, Львівська область — 1920) — доктор права, адвокат, поручник штабу УГА. Очолював делегації на переговорах з Симоном Петлюрою, готував правові основи для Акту Злуки УНР і ЗУНР, був серед тих, хто підписав цей Акт, вігравав активну роль у Листопадовому чині 1918 року у Львові. У 1920 році був розстріляний більшовиками.
«Через десятиліття чую голос Григорія Давида. Він вільно володів німецькою та французькою мовами, знав грецьку та латинь. Збереглися його гімназійські свідоцтва за 1903—1905 роки. Оцінки з усіх предметів — „дуже добре“, а з гімнастики „визначально“», — так згадує свого стрика племінник Богдан[джерело?].